# Nothocasis neurogrammata
Nothocasis neurogrammata är en fjärilsart som beskrevs av Rudolf Püngeler 1909. Nothocasis neurogrammata ingår i släktet Nothocasis och familjen mätare. Inga underarter finns listade i Catalogue of Life.